# Unai Emery
Unai Emery Etxegoien (* 3. listopadu 1971 Hondarribia) je bývalý španělský profesionální fotbalista a současný fotbalový trenér, který od roku 2022 vede anglický klub Aston Villa FC.
Jako hráč hrál ve druhé španělské lize. Po několika letech působení ve Valencii CF vedl v letech 2013 až 2016 tým Sevilla FC, s nímž třikrát zvítězil v Evropské lize UEFA. Poté trénoval Arsenal, kde skončil koncem roku 2019, a od roku 2020 do října 2022 španělský Villarreal.

## Hráčská kariéra
Emery fotbalově vyrostl v Realu Sociedad, ale nikdy nedostal pořádnou šanci v prvním týmu. Celkem během své kariéry odehrál nejvíce utkání v Segunda División, odehrál zde 215 zápasů během sedmi let z postu záložníka. Do fotbalového důchodu odešel ve 32 letech po vážném zranění kolene. Naposledy působil v Lorce Depotivo CF.

## Trenérská kariéra
Po odchodu mu byla okamžitě nabídnuto, aby se Lorcy ujal jako trenér. Nabídku přijal a poprvé v historii s ní postoupil do Segunda División. V Copě del Rey dokázal vyřadit špičkovou Málagu. V druhé sezóně se s 69 body Lorca umístila na 5. místě - 5 bodů od postupu. Emery odešel a pro klub to znamenalo pád zpět do třetí ligy.
Emeryho zlákala nabídka Almeríe, která byla v této sezóně na 6. místě hned za Lorcou. Tak jako Lorce pomohl i Almeríi k lepším výsledkům. Klub vytáhl na 2. druhé místo, a tak klub slavil postup do Primera División. První sezóna dopadla obrovským úspěchem, když skončila Almería na 8. místě.

### Valencia
Díky těmto úspěchům ho oslovila Valencie, kde nahradil Ronalda Koemana. V první sezóně ve Valencii skončil na 6. místě a kvalifikoval se s ní tak do Evropské ligy. V uplynulé sezóně Poháru UEFA Valencia vypadla s Dynamem Kyjev v šestnáctifinále.
V sezóně 2009/10 klub vybojoval třetí místo a kvalifikaci do Ligy mistrů. V Evropské lize klub vypadl ve čtvrtfinále s celkovým vítězem Atléticem Madrid.
Před sezónou klub prodal Davida Villu a Davida Silvu do Barcelony resp. Manchesteru City. Klub si přesto v Lize mistrů nevedl špatně nasázel ve dvou zápasech 10 gólů Bursasporu a postoupil do osmifinále z druhého místa ve skupině. Zde narazil na Schalke 04, přes které nedokázal přejít po prohře v Gelsenkirchenu 1:3. V La Lize opět skočila Valencia na 3. místě. Před sezónou 2011/12 Valencia prodloužila s Emerym smlouvu o další rok.

### Spartak Moskva
Po Valencii zkusil zahraniční angažmá ve Spartaku Moskva, kde ale neměl dostatečnou důvěru vedení a po nepříznivých výsledcích byl odvolán.

### Sevilla
Následovalo opět domácí angažmá v klubu Sevilla, kde se mu opět podařilo navázat na úspěchy s Valencií. Kromě zapracovávání mladých hráčů a dobrém umístění v Primera División se mu podařilo třikrát po sobě vyhrát v Evropskou Ligu v letech 2013/14, 2014/15 a v roce 2015/16.

### PSG
Dne 1. července 2016 převzal po Laurentu Blancovi francouzský klub Paris Saint-Germain, se kterým podepsal dvouletou smlouvu.

#### Konec v PSG
Dne 27. června 2018 se vedení francouzského klubu rozhodlo nevyužít opci na prodloužení smlouvy. Emery ovšem ve své poslední sezóně s PSG ovládl francouzskou Ligue 1 a zvítězil i v obou francouzských pohárech. S velmi kvalitním kádrem týmu, ale nedokázal postoupit ani do čtvrtfinále Ligy Mistrů. To byl jeden z důvodů proč v Paříži skončil. Další důvod byl údajný přetlak hvězd klubu (Neymar, Cavani, Alves), jak sám jednou Emery prohlásil "Neymar je šéf PSG", byl kritizován za to že nechával hráčům až moc volnosti, což způsobilo hodně hádek. Především mezi brazilským Neymarem a déle v klubu působícím Edinsonem Cavanim.

### Arsenal
Už od doby kdy Arsene Wenger oznámil po 22 letech konec na lavičce Arsenalu, byl zmíněn jako jeden z kandidátů na post manažera londýnského klubu. Ačkoliv se zdálo, že vedení dá přednost bývalému kapitánovi Arsenalu Mikelu Artetovi, tak během několika dní se vše otočilo a dne 23. května byl oficiálně zvolen hlavním manažerem. Na vedení Arsenalu zapůsobil především detailním rozborem hráčů Arsenalu a jejich potencionální rozvoj.
Dne 29. listopadu 2019 byl po sérii neuspokojivých výsledků z postu manažera odvolán.

### Villarreal
Dne 23. července 2020 se Emery stal hlavním trenérem španělského Villarrealu. 23. prosince překonal klubový rekord 18 zápasů bez porážky po domácí remíze 1:1 s Athleticem Bilbao. V květnu 2021 dovedl Villarreal do finále Evropské ligy po výhře 2:1 v semifinále nad svým bývalým klubem Arsenalem. 26. května vyhrál Villarreal ve finále Evropské ligy v Gdaňsku nad Manchesterem United po penaltovém rozstřelu a připsal si tak čtvrté a rekordní vítězství v soutěži.
S Villarrealem se tak kvalifikoval do základní skupiny Ligy mistrů v následující sezóně. V milionářské soutěži dovedl Villarreal až do semifinále, ve kterém nestačili na Liverpool.

### Aston Villa
Dne 24. října 2022 se Emery přesunul zpátky do Anglie, kde podepsal smlouvu s Aston Villou; na lavičce nahradil vyhozeného Stevena Gerrarda. Po jedenácti kolech byli Villans až na 16. příčce těsně nad zónou sestupu. Villa ale následně pod Emerym vyhrála patnáct z pětadvaceti ligových zápasů a od jeho jmenování v průběhu sezony 2022/23 získala 49 bodů ze 75 možných. V posledním kole Aston Villa vyhrála 2:1 nad Brightonem & Hove Albion, čímž si zajistila konečné 7. místo a postup do Konferenční ligy.
V prvním kole sezóny 2023/24 Aston Villa podlehla vysoko 1:5 Newcastlu United. Villans se ale dařilo na domácím stadionu, klub poprvé od sezóny 1932/33 udržel stoprocentní bilanci v prvních šesti domácích zápasech sezóny. Emery se 9. prosince stal teprve pátým trenérem v historii Premier League, který v ní dokázal zvítězit v 15 domácích utkáních za sebou. Poslední dvě výhry si navíc připsal proti dvěma nejlepším týmům loňské sezony, jelikož s Aston Villou porazil 1:0 Manchester City i Arsenal. Před ním tolikrát v řadě naplno bodovali jen sir Alex Ferguson, Roberto Mancini, Jürgen Klopp a Pep Guardiola.